# Le Gamin au vélo

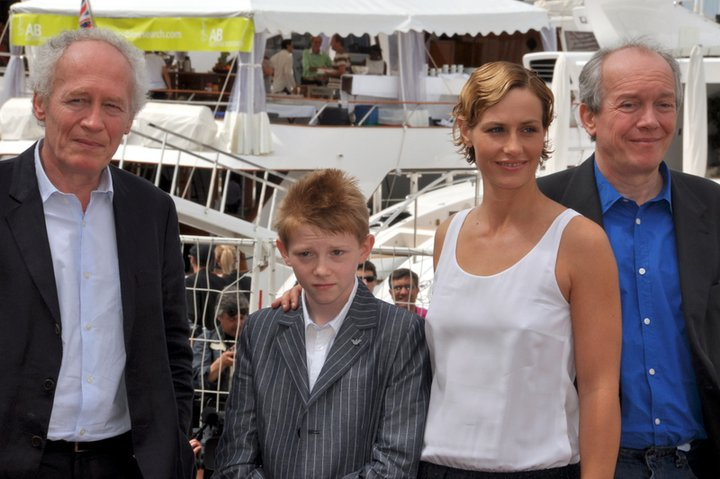
Cast van Le Gamin au vélo in Cannes, 2011

Le Gamin au vélo is een Belgische dramafilm uit 2011 onder regie van Jean-Pierre en Luc Dardenne.

## Verhaal
De 11-jarige Cyril is door zijn vader in een internaat geplaatst. Wanneer zijn vader hem niet komt ophalen, ontsnapt Cyril uit het tehuis. Hij tracht zijn vader weer op te zoeken. Hij wordt opgevangen door de kapster Samantha.

## Rolverdeling
| Acteur                | Personage          |
| --------------------- | ------------------ |
| Thomas Doret          | Cyril Catoul       |
| Cécile de France      | Samantha           |
| Jérémie Renier        | Guy Catoul         |
| Fabrizio Rongione     | Bibliothecaris     |
| Egon Di Mateo         | Wes                |
| Olivier Gourmet       | Barman             |
| Batiste Sornin        | Opvoeder           |
| Samuel De Rijk        | Opvoeder           |
| Carl Jadot            | Leraa              |
| Claudy Delfosse       | Man in de bushalte |
| Jean-Michel Balthazar | Buurman            |
| Frédéric Dussenne     | Conciërge          |
| Myriem Akeddiou       | Medisch assistent  |
| Sandra Raco           | Opvoedster         |
| Hicham Slaoui         | Directeur          |

## Prijzen
- Grand Prix op het filmfestival van Cannes